# Apinagia
Apinagia é um género botânico pertencente à família Podostemaceae.